# جوزيف ستيف كولينان
رجل أعمال ورئيس مجلس بلدي ومؤسس شركات صناعية وتجارية في مجال أعمال النفط (بالإنجليزية: Joseph S. Cullinan)‏ .
 ولد جوزيف ستيف كولينان Joseph Stephen Cullinan في ولاية بنسلفانيا سنة 1860م قرب حقول النفط المكتشفة وقتئذ، ونشئ على أعمالها وتدرب في هذا المضمار منذ نعومة أضافره وانضم سنة 1882م إلى شركة ستاندرد أويل، وبعد ثلاثة عشر عام من العمل الشاق والمتواصل معهم أصبح لديه الخبرة الكافية لتأسيس أولى شركاته في مقاطعة لورنس بمدينة نيو كاسل – ببنسلفانيا سنة 1895م، وكانت متخصصة بنشاء خزنات النفط وأشغال الحديد البترولي وتدوير المضخات وقواعد المنصات والأبراح وميزان التحكم، وفي سنة 1897م اتصل به رئيس بلدية كورسيكانا والتي تقع شرق ولاية تكساس بعد أن تم اكتشاف حوض نفطي كبير جدا هناك عن طريق الخطأ عندما حاولت شركة المياه المحلية حفر بئر ماء وإذ بالقطران يتدفق بقوة في كل اتجاه بدل المياه العزبة، فحضر جوزف إلى المنطقة كمستشار نفطي خبير في منصات الاستخراج.
 واستطاع بعد عمل دؤوب ليلا نهارا وبمساعدة أغلب رجال المنطقة ردم المنابع ومحاصرة بحيرة النفط الهائلة التي كانت تغطي 900 هكتار من الأراضي الخصبة واحتواء الكميات المتدفقة والتي قضت على أغلب الأراضي الزراعية والحياة الفطرية الحيوانية وتلوث للهواء والبيئة وإغلاق طرق المواصلات والنقل والروائح الكريهة التي عمت المكان وصفها بروث أولمرت في كتابه الكارثة البيئة الأقوى التي ضربت كورسيكانا مما دفع المشرعين القانونيين في ولاية تكساس لوضع لوائح صارمة وبنود برتوكول دستورية  قاسية جدا على صناعة واستخراج وتخزين النفط هناك.
فستفاده جوزف كولينان من هذا الوضع والقوانين الجديدة كونه على دراية تامة بأصول العمل ونظامه البيئي والاجتماعي والاقتصادي حيث تمرس عليه  في ولاية بنسلفانيا، لذلك طلبت منه بلدية كورسيكانا رسميا بناء أول مصفاة تكرير من نوعها في منطقة غرب المسيسبي لتكن البداية صحيحة وبعد إنجاز عمل المصفاة المذكورة بنجاح ذاعا صيته إعلاميا واجتماعيا وأصبح من رواد صناعة الكحيل في تكساس وفي 10 /1/1891 م استطاع المنقب النفطي الكرواتي إنتوني فرانسيس لوكاس والجيولوجي باتيلو هيكنز الذي أسس لاحقا هيكنز استندارد أويل اكتشاف واستخراج الذهب الأسود من حقل «سبندل توب أو حقل لوكاس كما كان يطلق عليه محليا» في منطقة  بومنت Beaumont الجنوبية الأمريكية  فبعد رحلة طويلة من البحث والاستكشاف والحفر والإخفاقات الفنية واللوجستية والمالة وعلى عمق 370 متر عن سطح الأرض وبشق الأنفس تدفق النفط وبغزارة ليصل إلى 100 ألف برميل يوميا حيث تم إنشاء 60 شركة بترولية في غضون سنتين واستفادت وازدهرت بيومونت وما زالت إلى حينه  وكانت «شركة وقود تكساس».
 من ضمن تلك الشركات الناشئة سنة 1901 م ولكنها تميزت عنهم لاحقا حيث أسسها جوزيف ستيف كولينان بالاشتراك مع Arnold schalet أرنولد شاليت وهي الأولى من نوعها في الولاية التي تحول الخام إلى مشتقات الكازولين والديزل وفي سنة 1902 انضم للشركة المستثمر ورجل المشاريع والمال جون وارن كيس القادم من ولاية إلينوي من ما أهلهم وبدعم من البنوك المحلية إلى توسيع أعمالها لتشمل النقل والتخزين والتنقيب والشحن والتكرير، وتحول اسمها مع دخول الشريك الثالث إلى «شركة تكساس لنقل وتكرير النفط الخام» وتولى جوزف إدارتها وفي سنة 1905 م نقل مقرها الرئيس إلى مدينة هيوستن بعد أن امتلك قصرا كبيرا هناك ومنطقة لوجستية لإدارة شركاته وترشح لمنصب رئاسة مجلس إدارة غرفة صناعة وتجارة هيوستن حيث فاز بالمركز سنة 1913 م هذا ولجوزيف تاريخ مجيد في إقليم هيوستن حيث ساهم بتوسيع وتطوير ممر قناتها المائية الرئيسة وأشرف على تأسيس وإنجاز مشروع سكة حديد سهولها الشمالية وعلى بناء متحف الفنون الجميلة وسور مجمع الحدائق والبحيرات الاصطناعية ومركز خدماتها وكونه صديقا للرئيس الأمريكي مهندس التعدين هربرت كلارك هوفر المولود في غرب المسيسيبي سنة 1874 م والذي أصبح رئيسا سنة 1929 م حيث عينه مستشارا خاصا لإدارة الأغذية والتموين  وكان له بصمات تغير إلى الأحسن في ذاك المرفق أما بالنسبة لأعماله فقد حول كل نشاطه النفطي لمجال التكرير والنقل والاستخراج في خليج تكساس.
وقد وصلت شركته ذروة مبيعاتها سنة 1928م حينما سيطرت على بيع الكازولين في جميع أنحاء الولايات الأمريكية وكندا حتى أصبح هناك مثل شائعا لدى الشعب الأمريكي بأن وقود النجمة الذي يمثل شعار الشركة هو الوقود الذي نثق به دائما وفي سنة 1931 م ضمت شركة تكساس إلى أملاكها «مصافي النفط الهندية للتكرير» في ولاية إيلنوي وامتياز البحث والتنقيب عن النفط في كولومبيا سنة 1936 م ثم انتقلت إلى الشرق الأوسط وأسيا وأفريقيا وأستراليا وأنشأه العديد من المصافي واشتركت مع ستاندرد أويل أوف كاليفورنيا في منطقة الخليج وشمال أفريقيا، هذا وقد وافتة المنية في كاليفورنيا أثناء زيارة طبية بسبب التهاب رئوي حاد سنة 1937م عن عمر ناهز 77 عام أما بالنسبة لشركته التي أسسها وعمل على توسيعها حتى بلغت العالمية فقد تولى إدارتها تروكيل ريبر سنة 1940 والذي أخطأ عندما اتصل بالنازية الألمانية عارضا عليها المساعدة اللوجستية  مما اضطره لاحقا للاستقالة  من منصبه لإنقاذ الشركة وسمعتها من الانهيار المالي المؤكد بسبب المقاطعة التي كانت تلوح بالأفق وبعد أن وضعت الحرب العامة الثانية أوزارها سعت الشركة 1947م لتوسع في أوروبا حيث اندمجت مع شركة ترينيداد تحت علامة تجارية تحمل «ريجينت» حتى سنة 1958 م وفي سنة 1959 م تغير اسم تكساس لاسم تكساكو بعد أن تطورات نوعية البنزين والديزل لديها لتتلائم مع أحوال الطبيعية بحيث أصبحت أقل تلوث للبيئة وتوسعت أعمالها لتشمل البرازيل وتورونتو الكندية ثم انتقل مقر الشركة الرئيس إلى بلدة هاريسون 35 كلم شمال جزيرة مانهاتن أو نيويورك وفي سنة 1980م وقعت كارثة مالية للشركة بعد صراع مرير قضائيا مع pennz oil  بينز أويل دفعت الشركة إلى شفير الإفلاس المحقق ولكنها استطاعت تخطي الأزمة المالية بأنشاء تحالف مع شركة أرامكو السعودية واستمرت بأعمالها، بعد أن حكم عليها بدفع مبلغ عشرة مليارات وثلاثمئة مليون دولار سنة 1987م لصالح شركة بينز أويل pennz oil  ويعتبر هذا التعويض أكبر تعويض مالي تجاري في تاريخ الولايات المتحدة الأمريكية آنذاك وفي سنة 2002م اندمجت تكساكو التي هي في الأصل شركة وقود تكساس مع شركة شيفرون لتشكل أكبر اندماج لشركات النفط في العالم وما زال الاسم التجاري الرسمي هو «شيفرون تكساكو».